# Guglielmo Scalise
Guglielmo Scalise, nome completo Guglielmo Valentino Domenico Scalise (Marcellinara, 14 febbraio 1891 – Proserpio, 3 novembre 1975), è stato un generale, diplomatico e iamatologo italiano.
Fu generale di brigata e addetto militare all'Ambasciata d'Italia a Tokyo dal 1934 al 1939 e, dopo la guerra, libero docente universitario specializzato in iamatologia.

## Biografia

### Gioventù
Nato a Marcellinara (CZ) il 14 febbraio 1891 da Tommaso Scalise e Celestina Lentini, completa gli studi ginnasiali a Nicastro e, assieme al fratello maggiore Battista, frequenta il Liceo "Pasquale Galluppi" di Catanzaro, dove si licenzia nel giugno 1910. Dovendo svolgere il servizio militare di leva, presenta domanda per frequentare il corso allievi ufficiali di complemento nel Regio Esercito, scegliendo di compierlo presso l'81º Reggimento fanteria stanziato a Roma, nel rione Prati di Castello, dove viene incorporato il 1º gennaio 1912.  Il 1º aprile è promosso caporale e a fine luglio sergente allievo ufficiale, destinato al 52º fanteria di stanza a Spoleto. Viene quindi nominato sottotenente di complemento il 26 gennaio 1913 e destinato a Catanzaro presso il 48º fanteria dove viene incorporato il 1º febbraio per il servizio di prima nomina; partecipa quindi al concorso per passare in servizio permanente effettivo frequentando la Scuola d'applicazione di fanteria di Parma, ottenendo la nomina a sottotenente in s.p.e. il 20 settembre 1914.

### Prima guerra mondiale
Sin dall’apertura delle ostilità prende parte alla prima guerra mondiale nella zona dell'Altopiano dei Sette Comuni, dove comanda la 10ª compagnia del III battaglione del 162º fanteria della brigata Ivrea, venendo promosso tenente a fine gennaio 1916; il 21 maggio ‘16, durante la “Strafexpedition”, rimane ferito sul Costesin, quindi dopo un periodo di convalescenza viene trasferito e posto al comando della 7ª compagnia del II battaglione nel 131º fanteria (brigata Lazio, parte della III armata, comandata dal duca d'Aosta) dislocato nei pressi di Gradisca, sul Carso, dove giunse l’11 gennaio 1917, reggimento ridislocato poi in Carnia a Pizzo Avostanis, quindi promosso capitano nella primavera del ‘17 e poco dopo trasferito in Libia ai primi di ottobre dello stesso anno, destinato al IV battaglione del 68º fanteria di stanza a Bengasi, lasciandola definitivamente e partendo in licenza per l’Italia il 5 gennaio 1919, prendendosi una breve aspettativa per infermità temporanee non dovute a cause di servizio.

### Periodo interbellico
Riprenderà servizio a fine ottobre ‘19 con destinazione Como presso il 67º fanteria. Dopo un anno di fidanzamento, il 24 maggio 1920 sposa Giuseppina Gerosa, figlia di un proprietario terriero di Proserpio, stabilendosi a Villa Volta (già residenza di Alessandro Volta), a Como. Il 16 ottobre 1922 entra alla Scuola di guerra di Torino assieme al fratello Battista titolandosi nel 1924 e venendo trasferito presso il Comando divisione militare di Brescia il 15 novembre 1925.
Promosso maggiore nel 1927 e tenente colonnello nel 1934, con tale grado, nello stesso anno, viene inviato a Tokyo quale addetto militare ed aeronautico presso l'ambasciata italiana per il Giappone, venendo accreditato anche presso il Governo della Cina, incarichi che manterrà sino al 1939.

### Seconda guerra mondiale
Tornato in Italia e promosso colonnello, con lo scoppio della seconda guerra mondiale è inviato in Albania dov'è comandante del 7º Reggimento fanteria "Cuneo" sul fronte greco-albanese. Nel frattempo pubblica un dizionario italiano-giapponese oltre a diversi lavori sulla grammatica e la cultura giapponese. Destinato al Comando difesa territoriale di Milano, il 1º agosto è trasferito al Comando XVI Corpo d'armata, per incarichi speciali, sino al 1º ottobre 1941, quando assume l'incarico di capo di stato maggiore della Divisione "Ravenna", con sede ad Alessandria.
Promosso generale di brigata il 1º luglio 1943 è destinato allo stato maggiore del Regio Esercito. Dopo l'armistizio di Cassibile e il proclama Badoglio dell'8 settembre, aderisce alla Repubblica Sociale Italiana e, su proposta del gen. Moriaki Shimizu addetto militare nipponico per l'Italia, il maresciallo Rodolfo Graziani lo nomina ufficiale di collegamento tra il Ministero della Difesa Nazionale e la missione militare giapponese, maturando, tuttavia, il proprio risentimento verso le alte sfere per non aver impedito la discesa in forze delle forze germaniche e mantenendo i contatti coi partigiani tramite il figlio Mario che faceva parte della brigata Puecher.

### Una nuova carriera
Terminata la guerra è collocato a riposo con decreto legislativo luogotenenziale 9 novembre 1945, n. 716 contro il quale Scalise propone opposizione in sede giurisdizionale alla IV Sezione del Consiglio di Stato; nel frattempo il Ministero della difesa lo colloca nella riserva il 30 giugno del 1947.
Venne poi reintegrato in s.p.e. (con tutti i provvedimenti a suo carico annullati) per mezzo del decreto presidenziale del 25 giugno del 1950 e, quindi, fu riammesso nei ruoli del servizio permanente in modo retroattivo, dal 22 gennaio del 1946; successivamente fu libero docente di lingua, letteratura e storia giapponese presso l’Università degli Studi di Milano. Scalise si spegne a Proserpio (CO) il 3 novembre 1975.

## Opere

### Librarie
In ordine cronologico:
- Antonio Meneghetti, Guglielmo Scalise, Canti di guerra. Musica di Antonio Meneghetti. Versi di Guglielmo Scalise, Como, Casa Musicale Baragiola e Zeppi, 1931.
- Guglielmo Scalise, Dizionario italiano-giapponese con una appendice dei termini militari, Tokyo, Scuola professionale salesiana, 1940.
- Guglielmo Scalise, Grammatica giapponese della lingua parlata, Milano, Tipografia Luigi Reali, 1942.
- Guglielmo Scalise, Il Giappone guerriero, Roma, Tipografia Regionale, 1942.
- Guglielmo Scalise, Giappone eroico, Venezia, Edizioni popolari, 1944.
- Guglielmo Scalise, Yamato Damasii (lo spirito del Giappone), Venezia, Associazione italo-nipponica, 1944.
- Guglielmo Scalise, La scrittura giapponese, Milano, ISMEO, 1959.
- Guglielmo Scalise e Mario Scalise, Dizionario del Kanji, 2 voll., Milano, ISMEO, 1959-1966.
- Junichirō Tanizaki, La madre del generale Shigemoto, traduzione di Guglielmo Scalise, Milano, Mondadori, 1966.
- Guglielmo Scalise, Calabria amara, Milano, Ceschina, 1972.
- Guglielmo Scalise, C’era una volta il... 7º, Milano, Cavallotti, 1974.

### Articoli
- Riflessioni sull'impiego delle forze e dei mezzi nel conflitto cino-giapponese 1931-1932, in Rivista militare, n. 2, anno VII, febbraio 1933.
- Le formazioni giovanili e l'esercito. Considerazioni di carattere addestrativo, in Rivista militare, n. 12, anno VII, dicembre 1933.

### Testi in lingua italiana
- Luigi Emilio Longo, L'attività degli addetti militari italiani all'estero fra le due guerre mondiali (1919-1939), Roma, Ufficio storico dello SME, 1999.
- Ministero degli affari esteri, I documenti diplomatici italiani: 1935-1939, VIII Serie, vol. I (15 aprile - 31 agosto 1935), Roma, Istituto poligrafico e Zecca dello Stato, Libreria dello Stato.
- Ministero degli affari esteri, I documenti diplomatici italiani: 1939-1943, IX Serie, vol. I (4 settembre - 24 ottobre 1939), Roma, Istituto poligrafico e Zecca dello Stato, Libreria dello Stato.
- Adolfo Tamburello (a cura di), Italia-Giappone. 450 anni, Roma: ISIAO, Napoli: Università degli studi di Napoli "L'Orientale", 2003, ISBN 9788863232097.
- Mario Toscano, Le origini diplomatiche del Patto d'acciaio, Firenze, Sansoni, 1956.
- Marino Viganò, Il ministero degli affari esteri e le relazioni internazionali della Repubblica Sociale Italiana (1943-1945), Milano, Jaca Book, 1991, ISBN 9788816950818.

### Testi in lingua straniera
- (EN) Reto Hofmann, The Fascist Effect: Japan and Italy, 1915–1952, Ithaca, Cornell University Press, 2015, ISBN 9780801453410.